# Airco DH.5
El Airco DH.5 fue un avión de caza biplano monoplaza británico de la Primera Guerra Mundial. Fue diseñado y fabricado por la compañía de aviación británica Airco. El desarrollo fue dirigido por el diseñador de aeronaves Geoffrey de Havilland como reemplazo del obsoleto Airco DH.2.
El DH.5 fue uno de los primeros cazas británicos diseñados con el mecanismo sincronizador Constantinesco mejorado, que permitía que una ametralladora frontal disparara a través de la hélice más rápido y de manera más fiable que los sistemas mecánicos más antiguos. También fue uno de los primeros biplanos con un marcado "decalaje negativo" de sus alas. Cuando se desplegó el DH.5, ya era inferior a otros cazas en servicio y, por lo tanto, impopular e insatisfactorio entre los pilotos del Real Cuerpo Aéreo (RFC). El modelo fue retirado rápidamente del servicio una vez que los suministros del Royal Aircraft Factory S.E.5 lo permitieron.

## Diseño y desarrollo

### Orígenes
Poco después de completar los trabajos en el bombardero ligero biplaza Airco DH.4, el capitán Geoffrey de Havilland comenzó a trabajar en un nuevo avión de caza monoplaza para reemplazar al obsoleto caza Airco DH.2, que fue designado como DH.5. El diseño buscaba combinar el rendimiento superior de un biplano tractor con la excelente visibilidad hacia adelante de un modelo propulsor. El avión resultante era un biplano de un solo vano relativamente compacto, y aunque la construcción era la de un biplano tractor convencional, los planos principales tenían 690 mm de decalaje negativo, de modo que el ala inferior estaba por delante de la superior. Esta configuración permitía al piloto ubicarse debajo del borde de ataque del ala, proporcionando visibilidad ininterrumpida hacia adelante y hacia arriba, una configuración que ha sido descrita como radical para la época.
El primer prototipo fue sometido a pruebas del fabricante en el aeródromo de Hendon a finales de 1916. Estaba propulsado por un único motor rotativo Le Rhône 9Ja de 82 kW (110 hp), que movía una hélice bipala. El fuselaje tenía lados planos por detrás de las alas y presentaba carenados cortos a cada lado de la capota circular del motor. Hacia la parte trasera del fuselaje, este se estrechaba hasta un poste de timón vertical en la cola, que comprendía un pequeño empenaje y un timón compensado por superficie. Las alas de un solo vano y de mismas envergaduras estaban equipadas con grandes alerones tanto en los planos principales superiores como en los inferiores, mientras que un cordón elástico de goma unido a los alerones superiores los devolvía a su posición estándar. En una etapa temprana, el prototipo fue equipado con un pequeño tapabuje hemisférico. Como el piloto estaba sentado por delante del centro de gravedad, el depósito de combustible principal estaba detrás de la cabina, debajo del de aceite. Se instaló un depósito de combustible por gravedad auxiliar sobre el plano principal superior, desplazado hacia la derecha.

### En vuelo
Los vuelos de pruebas determinaron que carecía de suficiente control direccional, lo que llevó a adoptar una aleta y un timón más grandes. Al principio, el primer prototipo voló desarmado. Casi al mismo tiempo que se instaló la unidad de cola revisada, también se armó en preparación para las pruebas oficiales. La instalación de armamento del prototipo comprendía una sola ametralladora Vickers de 7,7 mm de fuego frontal, que estaba fijada o para disparar hacia arriba en un ángulo, o montada de manera que su elevación pudiera ajustarse en vuelo. En la instalación de producción, el arma recibió un montaje fijo más convencional en la parte superior de la capota, desplazada hacia la izquierda, para disparar en la línea de vuelo. El DH.5 pudo haber sido diseñado con la intención de atacar aviones enemigos desde debajo, pero su limitado techo operativo en comparación con sus contemporáneos lo habría hecho inviable.
El 9 de diciembre de 1916, el prototipo del DH.5 comenzó las pruebas de servicio en la Escuela Central de Vuelo. El informe oficial de las observaciones de sus pilotos fue en gran medida favorable, afirmando que poseía una estabilidad y controlabilidad satisfactorias, cualidades favorables para el reconocimiento, y agilidad, pero también señaló una mala visibilidad hacia atrás. La velocidad de este modelo supuso un avance significativo respecto a su predecesor, el DH.2, pero los cazas existentes ya superaban sus capacidades, especialmente en ascenso. El rendimiento pudo haberse reducido debido a una hélice alternativa de cuatro palas instalada durante las pruebas.

### Producción
Cuando comenzaron las pruebas en Francia, modelos significativamente más capaces, como el Sopwith Camel y el Royal Aircraft Factory S.E.5, no se quedaron atrás. El rendimiento del nuevo caza también era inferior al del anterior Sopwith Pup. La provisión de una sola ametralladora en una época en que la mayoría de los cazas llevaban dos también significó que el avión estuviera insuficientemente armado para 1917. Sin embargo, el 15 de enero de 1917 se ordenó la producción del DH.5 con dos contratos iniciales por un total de 400 aviones. En la producción de este modelo participaron cuatro fabricantes: Airco (200), British Caudron (50), Darracq (200) y March, Jones & Cribb (100).
El DH.5 fue objeto de amplios cambios antes de entrar en producción en masa. Se adoptó un sistema de combustible sustitutivo, que incluía un depósito de gravedad adicional de cinco galones montado sobre el ala superior y un depósito principal presurizado directamente detrás del asiento del piloto. La apariencia del avión cambió drásticamente a través de un fuselaje revisado, que ahora tenía una sección transversal octogonal y presentaba larguerillos adicionales alrededor del área de la capota del motor. Se quitó la compensación por superficie del timón. Algunos de estos cambios hicieron que la fabricación del avión fuera más compleja.
El fuselaje principal se fabricaba en dos secciones unidas a tope en un punto de unión alineado con los soportes del ala trasera. Se hizo un uso extensivo de contrachapado en toda la estructura, mientras que en el resto se utilizaron vigas de cajón de madera convencionales arriostradas mediante cables. Si bien algunos DH.5 se construyeron con los resortes de retorno elásticos de goma originales en los alerones, los ejemplares construidos posteriormente utilizaron poleas y cables de compensación. Una característica positiva del avión era su gran resistencia estructural, que se reveló durante abril de 1917 en pruebas destructivas.

## Historia operacional

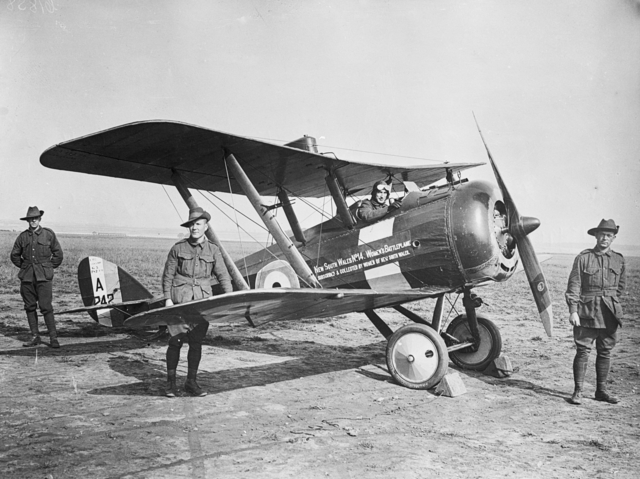
DH.5 del Cuerpo Aéreo Australiano en septiembre de 1917.

La introducción del DH.5 en servicio de escuadrón del Real Cuerpo Aéreo (RFC) fue prolongada. Estos retrasos fueron el resultado de que Airco se centrara en el más exitoso DH.4, lo que dificultó enormemente las perspectivas del modelo. El primer DH.5 sólo llegó al Escuadrón N.º 24 el 1 de mayo de 1917, y las entregas fueron lentas, por lo que el escuadrón sólo tenía unos pocos ejemplares el 7 de junio. El DH.5 no fue bien visto por el escuadrón, un sentimiento común entre otros usuarios.
Poco después de entrar en servicio, el DH.5 rápidamente demostró ser el más impopular en el RFC. Su aspecto poco convencional dio lugar a rumores, en gran medida infundados, sobre dificultades de manejo. También hubo afirmaciones de que el DH.5 había entrado en servicio contra los deseos de sus diseñadores. Lo cierto es que, si bien era maniobrable, el rendimiento disminuía rápidamente a más de 3000 m (10 000 pies) y perdía altitud rápidamente en combate. La posición del ala superior dio lugar a un desafortunado punto ciego arriba y por detrás, que era la misma dirección desde la que generalmente se atacaba a un monoplaza.
La construcción robusta, el buen rendimiento a baja altitud y el buen campo de visión frontal del piloto hicieron del avión un útil avión de ataque terrestre. En esta capacidad, el modelo sirvió con distinción en la batalla de Cambrai. Durante la batalla, los DH.5, en conjunto con los Sopwith Camel, proporcionaron cobertura de ametralladora móvil aerotransportada a la infantería, ametrallando trincheras alemanas y causando grandes pérdidas a los alemanes. La sustitución ya había comenzado y Cambrai tuvo poco impacto en su retirada.
El DH.5 formó el equipamiento inicial del Escuadrón N.º 2 del Cuerpo Aéreo Australiano, el primer escuadrón de caza australiano. No fue satisfactorio y los aviones biplaza enemigos a menudo lograban escapar. Sirvió principalmente como avión de ataque terrestre hasta diciembre de 1917, cuando el modelo fue reemplazado por el S.E.5a. En ese momento, la retirada del modelo del Frente Occidental estaba casi completa, y el último escuadrón de DH.5 recibió el S.E.5a en enero de 1918. Los DH.5 entregados a las unidades de entrenamiento resultaron impopulares y el modelo pronto desapareció del servicio del RFC. Se reutilizaron varios aviones retirados como máquinas de pruebas; algunas de estas pruebas incluyeron montajes de armas alternativos, depósitos de combustible desechables y cubiertas de madera contrachapada.
No ha sobrevivido ningún avión original, pero una reproducción a escala real en condiciones de vuelo, construida en Estados Unidos por John Shiveley, se exhibe en el Aviation Heritage Centre del Aeródromo de Omaka, Nueva Zelanda.

## Operadores

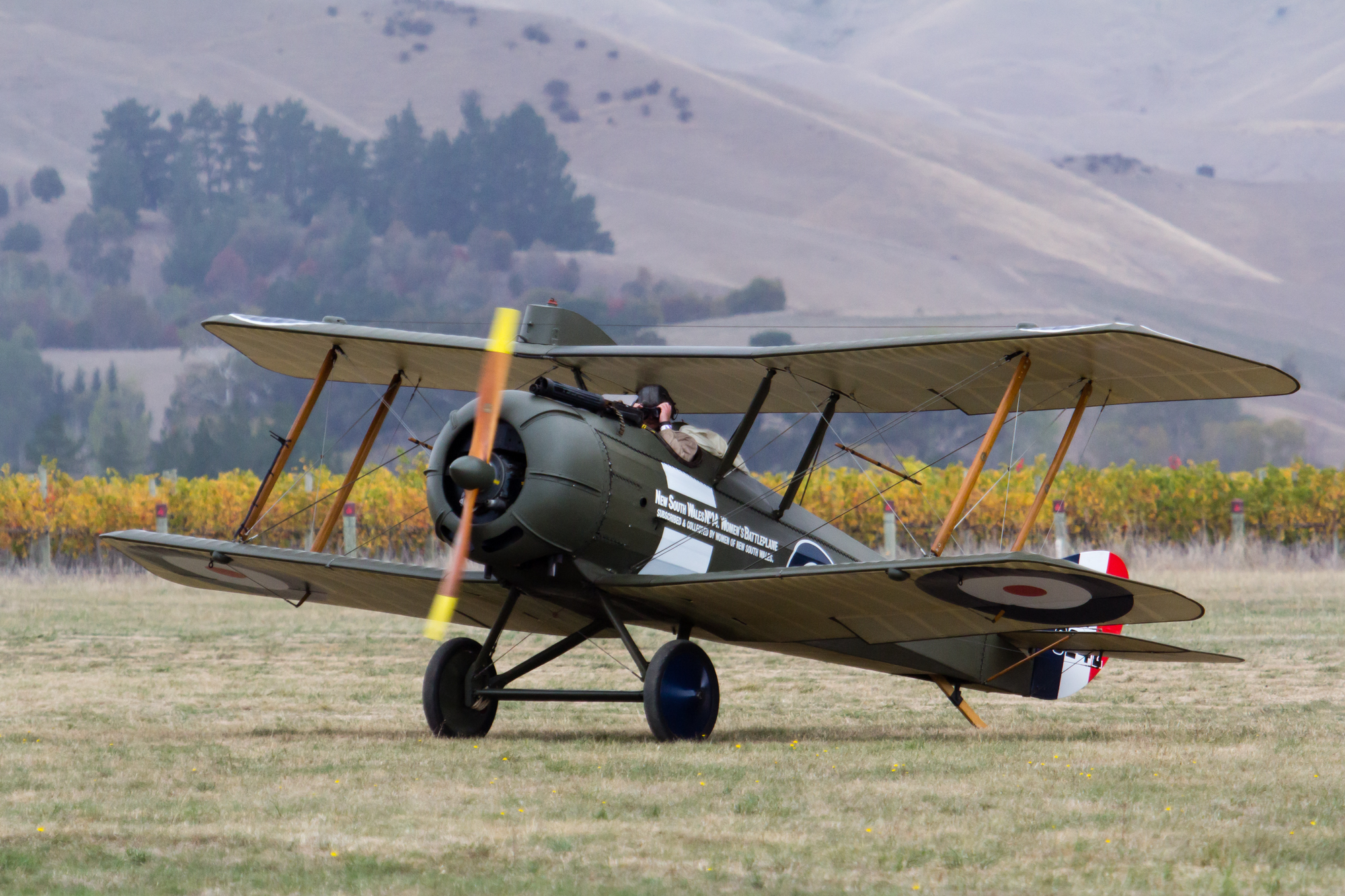
Réplica del DH.5 ZK-JOQ en la exhibición aérea Classic Fighters 2015 en Blenheim, Nueva Zelanda.

Australia
- Cuerpo Aéreo Australiano

 Reino Unido
- Real Cuerpo Aéreo

## Especificaciones

### Características generales
- Tripulación: Uno (piloto)
- Longitud: 6,7 m (22 ft)
- Envergadura: 7,8 m (25,7 ft)
- Altura: 2,8 m (9,1 ft)
- Superficie alar: 19,7 m² (212,1 ft²)
- Peso vacío: 458 kg (1009,4 lb)
- Peso máximo al despegue: 677 kg (1492,1 lb)
- Planta motriz: 1× motor rotativo de 9 cilindros refrigerado por aire Le Rhône 9J.
  - Potencia: 82 kW (113 HP; 112 CV)
- Hélices: Bipala de paso fijo, de madera
- Diámetro de la hélice: 2,59 m
- Capacidad de combustible: 120 L

### Rendimiento
- Velocidad máxima operativa (Vno): 164 km/h (102 MPH; 89 kt) a 3000 m (10 000 pies)
- Alcance: 2 h 45 min
- Techo de vuelo: 4900 m (16 076 ft)
- Tiempo a altitud: 12 min 25 s para 3000 m (10 000 pies), 27 min 30 s para 4600 m (15 000 pies)

### Armamento
- Ametralladoras: 

  - 1x Vickers de 7,7 mm frontal
- Bombas: 4 de 11 kg en soportes subalares

## Aeronaves relacionadas

### Aeronaves similares
- Sopwith Dolphin

### Secuencias de designación
- Secuencia DH._ (interna de Airco): ← DH.2 - DH.3 - DH.4 - DH.5 - DH.6 - DH.9/DH.9A/DH.9C - DH.10 →